# Eliane R. Rodrigues
Eliane Regina Rodrigues es una matemática aplicada y estadística brasileña radicada en México.

## Biografía
Estudió matemáticas en la Universidad Estatal Paulista y posteriormente obtuvo una maestría en teoría de la probabilidad de la Universidad de Brasilia, ambas en Brasil. Completó un doctorado en probabilidad aplicada de Queen Mary y Westfield College (ahora Universidad Queen Mary de Londres) en Inglaterra.
Se desempeña como investigadora del Instituto de Matemáticas de la Universidad Nacional Autónoma de México (UNAM). Su investigación se centra en el uso de procesos estocásticos, incluidas las cadenas de Márkov y los procesos de puntos de Poisson, para modelar fenómenos como la contaminación del aire, la contaminación acústica, los efectos de los impuestos a las grasas en la salud y la eficacia de la vacunación. Es miembro de la Academia Mexicana de Ciencias, y miembro electa del International Statistical Institute.
Es coautora, junto con el matemático brasileño Jorge Alberto Achcar, del libro Applications of Discrete-time Markov Chains and Poisson Processes to Air Pollution Modeling and Studies (Springer Briefs in Mathematics, 2013).